# بالگردگاه بیمارستان عمومی شهرستان تیلاموک
بالگردگاه بیمارستان عمومی شهرستان تیلاموک (به انگلیسی: Tillamook County General Hospital Heliport) یک فرودگاه خصوصی است. این فرودگاه در کشور ایالات متحده آمریکا قرار دارد و در ارتفاع ۰ متری از سطح دریا واقع شده است.